# サッカーイギリス領ヴァージン諸島代表
サッカーイギリス領ヴァージン諸島代表 (サッカーイギリスりょうヴァージンしょとうだいひょう、英語: British Virgin Islands national football team) は、イギリス領ヴァージン諸島サッカー協会（BVIFA）により編成されるイギリス領ヴァージン諸島のサッカーのナショナルチームである。ホームスタジアムはロードタウンにあるA.O.シャーリー・リクリエーション・グラウンド。

## 歴史
代表チームが結成される前は、イギリス領ヴァージン諸島のサッカーの試合は王立海軍の組員と外国からの移住者の間で行われていた。1968年にナショナルチームが王立工兵連隊のチームを母体に結成され、1974年にイギリス領ヴァージン諸島サッカー協会が設立された。

### ワールドカップ予選
イギリス領ヴァージン諸島は1995年にCFU(カリブ海サッカー連合)、1996年にConcacafとFIFAに加盟した。ワールドカップの予選には、2002年の日韓W杯で初めて出場した。
ワールドカップの北中米カリブ海予選は、一部のシード権を得たチームが予選の一部を免除されて上位のラウンドから出場し、残りのチームが下位のラウンドから参加して本大会出場を争う形式であったが、イギリス領ヴァージン諸島は1次予選からの参加であった。1次予選は2試合制のホーム・アンド・アウェー方式により勝利したチームが次のラウンドに進める方式であったが、イギリス領ヴァージン諸島は2002年大会ではバミューダ諸島に1-5、0-9(2試合合計1-14)、2006年大会ではセントルシアに0-1、0-9(2試合合計0-10)の大差で敗退した。
2010年大会では、イギリス領ヴァージン諸島は1次予選でバハマとの対戦が組まれ、これを制した場合は次の2次予選でシード国のジャマイカと対戦することになっていた。しかし、イギリス領ヴァージン諸島のスタジアムがFIFAの規定に適合しなかったことから、相手国であるバハマの首都・ナッソーで2試合を行うことになり、日程の便宜を図るために第1戦をバハマのホーム、第2戦をイギリス領ヴァージン諸島のホームとして開催されることになった。第1戦を1-1で引き分けてワールドカップ予選初の勝ち点を記録したイギリス領ヴァージン諸島は、続く第2戦では後半12分まで0-2と2点をリードされる展開となったが、その後追い付いて2-2の引き分けで終えた。2戦2引き分け、2試合合計3-3の結果となったが、日程の都合上第1戦がバハマのホーム、第2戦がイギリス領ヴァージン諸島のホームと決まっていたことから、アウェーゴールの差によりバハマの勝ち上がりとなり、1次予選突破を逃した。2引き分けながら1次予選で敗退したことにより、イギリス領ヴァージン諸島はこの大会で予選と本大会を通した全ての試合を無敗で終えた唯一のチームとなった。
2014年大会では予備予選でアメリカ領ヴァージン諸島に0-2、1-2(2試合合計1-4)、2018年大会では1次予選でドミニカ国に2-3、0-0(2試合合計2-3)と失点を少なく抑えたが敗退となり、次のラウンドへの進出を逃した。
2022年大会では1次予選の方式が従来より大きく変わっており、FIFAランキング下位の30か国を5か国ずつ6つのグループに分けて1巡の総当たりを行い、各グループの上位1か国が2次予選に進出する方式が採られた。イギリス領ヴァージン諸島はキュラソー、グアテマラ、セントビンセント・グレナディーン、キューバと共にグループCに組み込まれたが、4戦全敗(得点0・失点19)で1次予選敗退となった。
2026年大会では1次予選の形式が従来の2試合制のホーム・アンド・アウェー方式に戻されたが、イギリス領ヴァージン諸島はアメリカ領ヴァージン諸島との対戦が組まれた。敵地で行われた第1戦を1-1と引き分けた後、地元ロードタウンで行われた第2戦は0-0の引き分けで90分を終了した。この時点で2試合合計1-1の同点であったが、この大会ではホーム・アンド・アウェーで2チームが対戦する場合においてアウェーゴールルールが採用されないため、延長戦に突入した。この試合では延長でも決着がつかずPK戦に突入したが、これを4-2で制して2次予選への進出を決めた。イギリス領ヴァージン諸島がワールドカップの北中米カリブ海予選で2次予選に進出するのは、史上初の出来事であった。2次予選では、ジャマイカ、グアテマラ、ドミニカ共和国、ドミニカ国と同じグループEに組み込まれた。

### CONCACAFゴールドカップ予選
北中米カリブ海の大陸選手権大会であるCONCACAFゴールドカップにおいて、カリブ海のチームは2017年までカリビアンカップがゴールドカップの予選を兼ねていた。イギリス領ヴァージン諸島は1989年大会から2017年大会まで、棄権した1995年大会と2007年大会、不参加の1996年大会を除く全ての大会の予選に参加していたが、予選を突破したことはなく、ゴールドカップ本大会に進むことはなかった。2017年にカリビアンカップが終了した後は、ネーションズリーグが予選を兼ねるようになったが、ゴールドカップ本大会に出場できる成績を残したことはなく、やはり本大会出場は果たせていない。

## FIFAワールドカップの成績
| 開催国 / 年 | 成績   | 試     | 勝     | 分     | 負     | 得     | 失     |      | 開催国 / 年 | 成績   | 試     | 勝     | 分     | 負     | 得     | 失 |
| ----------- | ------ | ------ | ------ | ------ | ------ | ------ | ------ | ---- | ----------- | ------ | ------ | ------ | ------ | ------ | ------ | -- |
| 1930        | 不参加 | 不参加 | 不参加 | 不参加 | 不参加 | 不参加 | 不参加 | 1970 | 不参加      | 不参加 | 不参加 | 不参加 | 不参加 | 不参加 | 不参加 |    |
| 1934        | 不参加 | 不参加 | 不参加 | 不参加 | 不参加 | 不参加 | 不参加 | 1974 | 不参加      | 不参加 | 不参加 | 不参加 | 不参加 | 不参加 | 不参加 |    |
| 1938        | 不参加 | 不参加 | 不参加 | 不参加 | 不参加 | 不参加 | 不参加 | 1978 | 不参加      | 不参加 | 不参加 | 不参加 | 不参加 | 不参加 | 不参加 |    |
| 1950        | 不参加 | 不参加 | 不参加 | 不参加 | 不参加 | 不参加 | 不参加 | 1982 | 不参加      | 不参加 | 不参加 | 不参加 | 不参加 | 不参加 | 不参加 |    |
| 1954        | 不参加 | 不参加 | 不参加 | 不参加 | 不参加 | 不参加 | 不参加 | 1986 | 不参加      | 不参加 | 不参加 | 不参加 | 不参加 | 不参加 | 不参加 |    |
| 1958        | 不参加 | 不参加 | 不参加 | 不参加 | 不参加 | 不参加 | 不参加 | 1990 | 不参加      | 不参加 | 不参加 | 不参加 | 不参加 | 不参加 | 不参加 |    |
| 1962        | 不参加 | 不参加 | 不参加 | 不参加 | 不参加 | 不参加 | 不参加 | 1994 | 不参加      | 不参加 | 不参加 | 不参加 | 不参加 | 不参加 | 不参加 |    |
| 1966        | 不参加 | 不参加 | 不参加 | 不参加 | 不参加 | 不参加 | 不参加 | 1998 | 不参加      | 不参加 | 不参加 | 不参加 | 不参加 | 不参加 | 不参加 |    |

| FIFAワールドカップ | FIFAワールドカップ | FIFAワールドカップ | FIFAワールドカップ | FIFAワールドカップ | FIFAワールドカップ | FIFAワールドカップ | FIFAワールドカップ |    | FIFAワールドカップ・予選 | FIFAワールドカップ・予選 | FIFAワールドカップ・予選 | FIFAワールドカップ・予選 | FIFAワールドカップ・予選 | FIFAワールドカップ・予選 |
| 開催国 / 年        | 結果               | 試                 | 勝                 | 分                 | 負                 | 得                 | 失                 | 試 | 勝                       | 分                       | 負                       | 得                       | 失                       |                          |
| ------------------ | ------------------ | ------------------ | ------------------ | ------------------ | ------------------ | ------------------ | ------------------ | -- | ------------------------ | ------------------------ | ------------------------ | ------------------------ | ------------------------ | ------------------------ |
| 2002               | 予選敗退           | 予選敗退           | 予選敗退           | 予選敗退           | 予選敗退           | 予選敗退           | 予選敗退           | 2  | 0                        | 0                        | 2                        | 1                        | 14                       |                          |
| 2006               | 予選敗退           | 予選敗退           | 予選敗退           | 予選敗退           | 予選敗退           | 予選敗退           | 予選敗退           | 2  | 0                        | 0                        | 2                        | 0                        | 10                       |                          |
| 2010               | 予選敗退           | 予選敗退           | 予選敗退           | 予選敗退           | 予選敗退           | 予選敗退           | 予選敗退           | 2  | 0                        | 2                        | 0                        | 3                        | 3                        |                          |
| 2014               | 予選敗退           | 予選敗退           | 予選敗退           | 予選敗退           | 予選敗退           | 予選敗退           | 予選敗退           | 2  | 0                        | 0                        | 2                        | 1                        | 4                        |                          |
| 2018               | 予選敗退           | 予選敗退           | 予選敗退           | 予選敗退           | 予選敗退           | 予選敗退           | 予選敗退           | 2  | 0                        | 1                        | 1                        | 2                        | 3                        |                          |
| 2022               | 予選敗退           | 予選敗退           | 予選敗退           | 予選敗退           | 予選敗退           | 予選敗退           | 予選敗退           | 4  | 0                        | 0                        | 4                        | 0                        | 19                       |                          |
| 2026               |                    |                    |                    |                    |                    |                    |                    |    |                          |                          |                          |                          |                          |                          |

## CONCACAFゴールドカップの成績
| 開催年 | 結果     | 試合     | 勝利     | 引分     | 敗戦     | 得点     | 失点     |
| ------ | -------- | -------- | -------- | -------- | -------- | -------- | -------- |
| 1991   | 予選敗退 | 予選敗退 | 予選敗退 | 予選敗退 | 予選敗退 | 予選敗退 | 予選敗退 |
| 1993   | 予選敗退 | 予選敗退 | 予選敗退 | 予選敗退 | 予選敗退 | 予選敗退 | 予選敗退 |
| 1996   | 棄権     | 棄権     | 棄権     | 棄権     | 棄権     | 棄権     | 棄権     |
| 1998   | 予選敗退 | 予選敗退 | 予選敗退 | 予選敗退 | 予選敗退 | 予選敗退 | 予選敗退 |
| 2000   | 予選敗退 | 予選敗退 | 予選敗退 | 予選敗退 | 予選敗退 | 予選敗退 | 予選敗退 |
| 2002   | 予選敗退 | 予選敗退 | 予選敗退 | 予選敗退 | 予選敗退 | 予選敗退 | 予選敗退 |
| 2003   | 予選敗退 | 予選敗退 | 予選敗退 | 予選敗退 | 予選敗退 | 予選敗退 | 予選敗退 |
| 2005   | 予選敗退 | 予選敗退 | 予選敗退 | 予選敗退 | 予選敗退 | 予選敗退 | 予選敗退 |
| 2007   | 棄権     | 棄権     | 棄権     | 棄権     | 棄権     | 棄権     | 棄権     |
| 2009   | 予選敗退 | 予選敗退 | 予選敗退 | 予選敗退 | 予選敗退 | 予選敗退 | 予選敗退 |
| 2011   | 予選敗退 | 予選敗退 | 予選敗退 | 予選敗退 | 予選敗退 | 予選敗退 | 予選敗退 |
| 2013   | 予選敗退 | 予選敗退 | 予選敗退 | 予選敗退 | 予選敗退 | 予選敗退 | 予選敗退 |
| 2015   | 予選敗退 | 予選敗退 | 予選敗退 | 予選敗退 | 予選敗退 | 予選敗退 | 予選敗退 |
| 2017   | 予選敗退 | 予選敗退 | 予選敗退 | 予選敗退 | 予選敗退 | 予選敗退 | 予選敗退 |
| 2019   | 予選敗退 | 予選敗退 | 予選敗退 | 予選敗退 | 予選敗退 | 予選敗退 | 予選敗退 |
| 2021   | 予選敗退 | 予選敗退 | 予選敗退 | 予選敗退 | 予選敗退 | 予選敗退 | 予選敗退 |
| 2023   | 予選敗退 | 予選敗退 | 予選敗退 | 予選敗退 | 予選敗退 | 予選敗退 | 予選敗退 |
| 合計   | 出場0回  | 出場0回  | 出場0回  | 出場0回  | 出場0回  | 出場0回  | 出場0回  |

## カリビアンカップの成績
| カリビアンカップ | カリビアンカップ | カリビアンカップ | カリビアンカップ | カリビアンカップ | カリビアンカップ | カリビアンカップ | カリビアンカップ |          | カリビアンカップ・予選 | カリビアンカップ・予選 | カリビアンカップ・予選 | カリビアンカップ・予選 | カリビアンカップ・予選 | カリビアンカップ・予選 |
| 開催年           | 結果             | 試               | 勝               | 引               | 敗               | 得               | 失               | 試       | 勝                     | 分                     | 負                     | 得                     | 失                     |                        |
| ---------------- | ---------------- | ---------------- | ---------------- | ---------------- | ---------------- | ---------------- | ---------------- | -------- | ---------------------- | ---------------------- | ---------------------- | ---------------------- | ---------------------- | ---------------------- |
| 1989             | 予選敗退         | 予選敗退         | 予選敗退         | 予選敗退         | 予選敗退         | 予選敗退         | 予選敗退         | 4        | 1                      | 0                      | 3                      | 5                      | 9                      |                        |
| 1990             | 予選敗退         | 予選敗退         | 予選敗退         | 予選敗退         | 予選敗退         | 予選敗退         | 予選敗退         | 2        | 1                      | 0                      | 1                      | 6                      | 3                      |                        |
| 1991             | 予選敗退         | 予選敗退         | 予選敗退         | 予選敗退         | 予選敗退         | 予選敗退         | 予選敗退         | 2        | 0                      | 1                      | 1                      | 1                      | 2                      |                        |
| 1992             | 予選敗退         | 予選敗退         | 予選敗退         | 予選敗退         | 予選敗退         | 予選敗退         | 予選敗退         | 2        | 0                      | 0                      | 2                      | 0                      | 6                      |                        |
| 1993             | 予選敗退         | 予選敗退         | 予選敗退         | 予選敗退         | 予選敗退         | 予選敗退         | 予選敗退         | 2        | 0                      | 0                      | 2                      | 1                      | 8                      |                        |
| 1994             | 予選敗退         | 予選敗退         | 予選敗退         | 予選敗退         | 予選敗退         | 予選敗退         | 予選敗退         | 3        | 0                      | 0                      | 3                      | 0                      | 20                     |                        |
| 1995             | 棄権             | 棄権             | 棄権             | 棄権             | 棄権             | 棄権             | 棄権             | (棄権)   | (棄権)                 | (棄権)                 | (棄権)                 | (棄権)                 | (棄権)                 |                        |
| 1996             | 不参加           | 不参加           | 不参加           | 不参加           | 不参加           | 不参加           | 不参加           | (不参加) | (不参加)               | (不参加)               | (不参加)               | (不参加)               | (不参加)               |                        |
| 1997             | 予選敗退         | 予選敗退         | 予選敗退         | 予選敗退         | 予選敗退         | 予選敗退         | 予選敗退         | 3        | 1                      | 0                      | 2                      | 7                      | 10                     |                        |
| 1998             | 予選敗退         | 予選敗退         | 予選敗退         | 予選敗退         | 予選敗退         | 予選敗退         | 予選敗退         | 3        | 0                      | 0                      | 3                      | 1                      | 11                     |                        |
| 1999             | 予選敗退         | 予選敗退         | 予選敗退         | 予選敗退         | 予選敗退         | 予選敗退         | 予選敗退         | 5        | 3                      | 1                      | 1                      | 11                     | 7                      |                        |
| 2001             | 予選敗退         | 予選敗退         | 予選敗退         | 予選敗退         | 予選敗退         | 予選敗退         | 予選敗退         | 3        | 0                      | 1                      | 2                      | 2                      | 14                     |                        |
| 2005             | 予選敗退         | 予選敗退         | 予選敗退         | 予選敗退         | 予選敗退         | 予選敗退         | 予選敗退         | 3        | 1                      | 1                      | 3                      | 3                      | 8                      |                        |
| 2007             | 棄権             | 棄権             | 棄権             | 棄権             | 棄権             | 棄権             | 棄権             | 3        | 0                      | 0                      | 3                      | 0                      | 9                      |                        |
| 2008             | 予選敗退         | 予選敗退         | 予選敗退         | 予選敗退         | 予選敗退         | 予選敗退         | 予選敗退         | 2        | 0                      | 0                      | 2                      | 1                      | 6                      |                        |
| 2010             | 予選敗退         | 予選敗退         | 予選敗退         | 予選敗退         | 予選敗退         | 予選敗退         | 予選敗退         | 2        | 0                      | 0                      | 2                      | 0                      | 27                     |                        |
| 2012             | 予選敗退         | 予選敗退         | 予選敗退         | 予選敗退         | 予選敗退         | 予選敗退         | 予選敗退         | 3        | 0                      | 0                      | 3                      | 0                      | 27                     |                        |
| 2014             | 予選敗退         | 予選敗退         | 予選敗退         | 予選敗退         | 予選敗退         | 予選敗退         | 予選敗退         | 3        | 0                      | 0                      | 3                      | 0                      | 15                     |                        |
| 2017             | 予選敗退         | 予選敗退         | 予選敗退         | 予選敗退         | 予選敗退         | 予選敗退         | 予選敗退         | 2        | 0                      | 0                      | 2                      | 0                      | 10                     |                        |
| 合計             | 0/19             |                  |                  |                  |                  |                  |                  |          |                        |                        |                        |                        |                        |                        |

## 歴代監督
- ギャリー・ジョン・ホワイト 1999-2000
- Gregory Grant 2000
- William H. Moravek 2000–01
- Patrick Mitchell 2002
- Michael Tulloch 2004
- Ben Davies 2004
- Patrick Mitchell 2008
- エイボンデール・ウィリアムズ  2008-2018
- John Reilly 2018–2020
- Dan Neville 2021
- Chris Kiwomya 2021–

トッテナム、チェルシー、ポルトなどの監督を歴任したアンドレ・ビラス・ボアスは、2000年から2001年にかけてテクニカルディレクターとして指揮を取っていた時期がある。

## 歴代選手
GK
- サイモン・クロス
- アキーム・パディ

DF
- トゥホイ・モートン
- モンチル・ヨルダノフ
- オマリ・シモンズ
- トロイ・カエサル
- イキジャ・ウィリアムス
- ミゲル・マーシャル

MF
- ジョハリ・レイシー
- レヴォン・ウィリアムス
- ジャスティン・スミス
- ラッシュ・ブロードリック
- クリスティアン・ハビエル
- タイ・トーマス

FW
- ルカ・チャルウェル
- ジェイドン・アブラームス
- ジョエル・マーズ
- アザルニ・コールウッド
- ジャードン・クアシ
- タイラー・フォーブス